# Saliunca vidua
Saliunca vidua es una especie de mariposa de la familia Zygaenidae.
Fue descrita científicamente por Rebel en 1914.